# Ligat ha'Al 2008-2009
La Ligat ha'Al 2008-2009 è stata la 68ª edizione della massima divisione del campionato israeliano di calcio.
Le dodici squadre si affrontarono in partite di andata, ritorno e terzo turno, per un totale di 33 giornate.
In funzione dell'ampliamento, a partire dalla stagione seguente, del numero delle partecipanti alla prima divisione da 12 a 16 squadre, fu previsto che, al termine del campionato 2008-2009, solo l'ultima classificata della Ligat ha'Al sarebbe stata retrocessa direttamente in Liga Leumit. La penultima avrebbe, invece, disputato uno spareggio con la sesta classificata della seconda divisione. Le prime cinque classificate di quest'ultima sarebbero state, invece, promosse in Ligat ha'Al 2009-2010.
Iniziata il 30 agosto 2008, la stagione 2008-2009 si concluse il 29 maggio 2009 con la vittoria del Maccabi Haifa (undicesimo titolo nazionale).
Capocannonieri del torneo furono Shimon Abuhatzira, dell'Hapoel Petah Tiqwa, Eliran Atar, del Bnei Yehuda, e Barak Itzhaki, del Beitar Gerusalemme, con 14 goal.

## Squadre partecipanti
| Club                | Città         |
| ------------------- | ------------- |
| Ashdod              | Ashdod        |
| Beitar Gerusalemme  | Gerusalemme   |
| Bnei Sakhnin        | Bnei Sakhnin  |
| Bnei Yehuda         | Tel Aviv      |
| Hakoah Ramat Gan    | Ramat Gan     |
| Hapoel Petah Tiqwa  | Petah Tiqwa   |
| Hapoel Tel Aviv     | Tel Aviv      |
| Ironi K. Shmona     | Kiryat Shmona |
| Maccabi Haifa       | Haifa         |
| Maccabi Netanya     | Netanya       |
| Maccabi Petah Tiqwa | Petah Tiqwa   |
| Maccabi Tel Aviv    | Tel Aviv      |

## Classifica finale
|                     | Pos. | Squadra             | Pt | G  | V  | N  | P  | GF | GS | DR  |
| ------------------- | ---- | ------------------- | -- | -- | -- | -- | -- | -- | -- | --- |
| Campione di Israele | 1.   | Maccabi Haifa       | 67 | 33 | 19 | 10 | 4  | 49 | 24 | +25 |
|                     | 2.   | Hapoel Tel Aviv     | 61 | 33 | 17 | 10 | 6  | 49 | 28 | +21 |
|                     | 3.   | Beitar Gerusalemme  | 57 | 33 | 16 | 12 | 5  | 47 | 28 | +19 |
|                     | 4.   | Maccabi Netanya     | 54 | 33 | 14 | 12 | 7  | 40 | 32 | +8  |
|                     | 5.   | Bnei Yehuda         | 49 | 33 | 14 | 7  | 12 | 38 | 31 | +7  |
|                     | 6.   | Maccabi Tel Aviv    | 44 | 33 | 11 | 11 | 11 | 36 | 35 | +1  |
|                     | 7.   | Maccabi Petah Tiqwa | 39 | 33 | 8  | 15 | 10 | 26 | 33 | -7  |
|                     | 8.   | Ashdod              | 38 | 33 | 10 | 8  | 15 | 41 | 28 | -7  |
|                     | 9.   | Bnei Sakhnin        | 33 | 33 | 7  | 12 | 14 | 26 | 41 | -15 |
|                     | 10.  | Hapoel Petah Tiqwa  | 31 | 33 | 8  | 7  | 18 | 30 | 42 | -12 |
|                     | 11.  | Hakoah Ramat Gan    | 29 | 33 | 6  | 11 | 16 | 26 | 46 | -20 |
|                     | 12.  | Ironi K. Shmona     | 27 | 33 | 6  | 9  | 18 | 24 | 44 | -20 |

## Spareggio promozione-retrocessione

### Andata
| Arbitro: | Alon Yefet |

|                      |           |         |
| Ayeli 41’ Silvas 48’ | Marcatori | 42’ For |

### Ritorno
| Arbitro: | Eitan Tabrizi |

|         |           |                    |
| For 23’ | Marcatori | 46’ Jida 76’ Ayeli |

## Verdetti
- Maccabi Haifa campione di Israele 2008-2009, qualificato al secondo turno preliminare della Champions League 2009-2010
- Hapoel Tel Aviv qualificato al terzo turno preliminare dell'Europa League 2009-2010
- Maccabi Netanya qualificato al secondo turno preliminare dell'Europa League 2009-2010
- Bnei Yehuda qualificato al primo turno preliminare dell'Europa League 2009-2010
- Hakoah Ramat Gan e Ironi Kiryat Shmona retrocesse in Liga Leumit 2009-2010
- Hapoel Haifa, Hapoel Akko, Hapoel Be'er Sheva, Hapoel Ramat Gan, Hapoel Ra'anana e Maccabi Ahi Nazaret promosse in Ligat ha'Al 2009-2010

## Classifica marcatori
| Calciatore          | Squadra            | Gol |
| ------------------- | ------------------ | --- |
| Barak Itzhaki       | Beitar Gerusalemme | 14  |
| Shimon Abuhatzira   | Hapoel Petah Tiqwa | 14  |
| Eliran Atar         | Bnei Yehuda        | 14  |
| Samuel Yeboah       | Hapoel Tel Aviv    | 13  |
| Dimităr Makriev     | Ashdod             | 11  |
| Thembinkosi Fanteni | Maccabi Haifa      | 11  |
| David Revivo        | Ashdod             | 10  |
| Pedro Galván        | Bnei Yehuda        | 10  |
| Maor Buzaglo        | Maccabi Tel Aviv   | 9   |
| Lior Rafaelov       | Maccabi Haifa      | 9   |